# 닿을 듯 말 듯
《닿을 듯 말 듯》은 KBS 2TV에서 2018년 11월 16일에 방영한 《KBS 드라마 스페셜 2018》 시리즌 중 열 번째 작품으로, 2017년 KBS 인턴 작가 극본 공모전 최우수상 수상작이다. 대한민국 최초로 컬링을 소재로 삼았다.

## 줄거리
이유를 알 수 없는 이명이 생기면서 컬링 국가대표 유망주에서 후보 선수로 전락한 영주가 고향으로 내려와 한때 짝사랑했던 성찬과 파트너로 얽히게 되면서 벌어지는 일을 그린 드라마이다.

## 등장 인물

### 주요 인물
- 김민석 : 강성찬(25세) 역 - 전 의성군 남자 컬링팀 선수, 현재 의성군 컬링팀 믹스더블 B팀 선수
- 박유나 : 주영주(22세) 역 - 의성군 컬링팀 믹스더블 B팀 선수
- 박한솔 : 양현아(22세) 역 - 영주의 고등학교 동창, 의성군 컬링팀 믹스더블 A팀 선수
- 정원창 : 허 코치(30대 초반) 역 - 의성군 컬링팀 믹스더블 담당 코치
- 우기훈 : 홍기준(25세) 역 - 의성군 컬링팀 믹스더블 A팀 선수

### 그 외 인물
- 김승필
- 정우일
- 문기영
- 현영균
- 오승희

## 컬링 관련 자문 및 출연

### 자문
- 이슬비

### 출연
- 서울체육고등학교 컬링부 : 이재범, 양원제, 김승주, 이윤우
- 서울시립대 믹스더블선수 : 김민찬
- 부산신라대 컬링 : 이천수

## 시청률
- 전국 시청률 : 1.3%[1]

## 같이 보기
- 컬링